# Cromvoirt

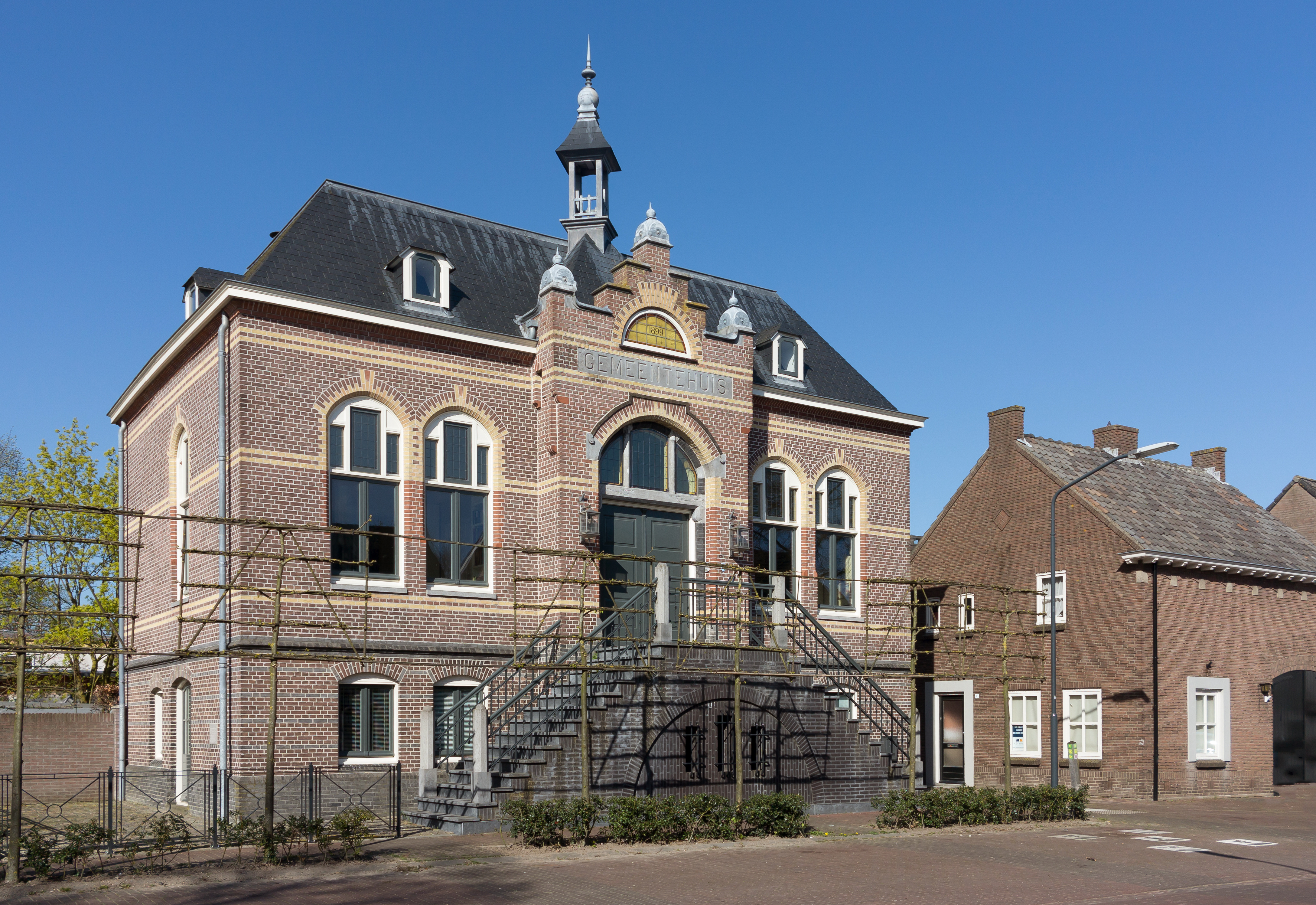
L'ancien hôtel de ville

Cromvoirt est un village situé dans la commune néerlandaise de Vught, dans la province du Brabant-Septentrional. Le 1er janvier 2017, le village comptait 825 habitants.

## Histoire
Cromvoirt a été une commune indépendante jusqu'au 1er janvier 1933, quand la commune a été supprimée et rattachée à Vught.